# Juan Pérez Ramírez
Juan Pérez Ramírez  (México 1545-?) es el primer  escritor de obras de teatro mexicano, nacido en América. Era hijo de un conquistador español. Ramirez era presbítero, dominaba el náhuatl y sabía latín.
Escribió una única obra titulada "El desposorio espiritual entre el Pastor Pedro y la Iglesia Mexicana" (1574). La obra es de carácter simbólico, siendo una comedia pastoril y alegórica. Dos pastores son los protagonistas del depositorio místico uno representa al arzobispo y el otro a la iglesia mexicana. Es de destacar los versos ágiles y el personaje gracioso que provee a la obra de comicidad. Se ha señalado que los personajes de esta obra son un antecedente de los personajes de Alarcón.